# لری اسمیت
لری اسمیت (انگلیسی: Larry Smith؛ زادهٔ لندن) فیلم‌بردار اهل بریتانیا است.او برای کارش با استنلی کوبریک، تام هوپر و نیکلاس ویندینگ رفن معروف شده است.
وی جایزه روبرت برای بهترین فیلمبرداری را در کارنامه خود دارد. از فیلم‌های او می توان به مأمور یاغی اشاره کرد.